# Zabijcie czarną owcę (film)
Zabijcie czarną owcę – polski film obyczajowy z 1971 roku na podstawie powieści Ryszarda Kłysia pod tym samym tytułem.
Premiera odbyła się w podwójnym pokazie z dokumentami Siostry Wytwórni Filmowej "Czołówka" z 1971 roku, poświęconym łącznikom Gwardii Ludowej Ewie i Irenie Tomasik.

## Obsada aktorska
- Marek Frąckowiak − Tymon
- Ewa Adamska − Ania
- Anna Seniuk − matka Tymona
- Bogusz Bilewski − szuler
- Bolesław Idziak − major
- Tadeusz Janczar − ojczym
- Ireneusz Karamon − Antoś
- Janusz Kłosiński − dziadek Tyfuśnik
- Andrzej Krasicki − psychiatra
- Marian Łącz − szuler
- Leon Niemczyk − inżynier Carbonero
- Janusz Bukowski − porucznik Bednarski
- Michał Szewczyk − Złotko
- Paweł Unrug

## Fabuła
Tymon prawie całe dzieciństwo i młodość spędza w domach dziecka i poprawczakach, z których ucieka. Podczas jednej z ucieczek poznaje majora, który zarządza stadniną. Pod jego wpływem postanawia zmienić swoje życie. Zatrudnia się na budowie, zyskuje dobrą opinię u kolegów i zwierzchników. Przeżywa swoją pierwszą miłość, lecz chcąc pomóc koledze znów zadziera z prawem.